# Matías Cenci
Matías Esteban Cenci (* 12. Februar 1978 in Quilmes, Argentinien) ist ein ehemaliger Fußballspieler mit argentinischer und italienischer Doppelstaatsbürgerschaft.

## Karriere
Cenci stammt aus der Jugend des Quilmes AC. Im Januar 1999 wechselte er zunächst im Rahmen einer bis Ende 1999 befristeten Leihe mit Kaufoption für 50 % der Transferrechte nach Europa zu Atlético Madrid. Die Leihtransfersumme betrug 102.000 Dollar, für die Hälfte der Transferrechte wurden 1,3 Millionen veranschlagt. Dort spielte er in der zweiten Mannschaft. Nach dem Aufstieg 2001 holte der FC St. Pauli den Mittelstürmer als Verstärkung für die Bundesligamannschaft. Cenci konnte sich jedoch in Hamburg – auch aufgrund einer Adduktorenverletzung, die er sich früh in der Saison zugezogen hatte – nicht durchsetzen; in 13 Bundesliga-Einsätzen erzielte er nur einen Treffer. Nach zwei weiteren Einsätzen für St. Pauli in der Zweiten Liga wurde sein Vertrag im November 2002 aufgelöst.
Im Februar 2003 schloss Cenci sich dem Schweizer Erstligisten FC Luzern an, mit dem er jedoch ebenfalls abstieg. Nach einer weiteren Saison mit den Schweizern in der Nationalliga B war er einige Monate ohne Vertrag, ehe ihn der SV Darmstadt 98 nach Deutschland zurückholte. Bei den „Lilien“ in der Regionalliga Süd wurde Cenci Stammspieler; in zwei Saisons kam er hier auf 61 Einsätze mit 18 Toren. Zur Saison 2006/07 wechselte er zum Ligakonkurrenten SV Wehen, bei dem er ebenfalls zur Stammformation gehörte und in die 2. Bundesliga aufstieg.
Ab Sommer 2007 stand Matías Cenci beim FSV Frankfurt unter Vertrag. In der Regionalligasaison 2007/08 stieg Cenci, der in dieser Runde in 31 Spielen 14 Treffer erzielte, mit dem FSV in die 2. Bundesliga auf. Im Januar 2010 wechselte Cenci in die 3. Liga zum SV Sandhausen. Nachdem Cenci dort zuletzt nur noch als Ersatzspieler zum Einsatz kam und in den Planungen von Trainer Frank Leicht für die Saison 2010/11 keine Rolle mehr spielte, lösten Cenci und der Verein den noch laufenden Vertrag im August 2010 einvernehmlich auf. Cenci kehrte zum Süd-Regionalligisten SV Darmstadt 98 zurück, wo er einen Einjahresvertrag unterschrieben hat. Zum Jahresende 2010 kehrte er jedoch in seine argentinische Heimat zurück.
Anlässlich des letzten Saisonspiels des SV 98 in der Regionalliga am 26. Mai 2011 wurde Cenci vom Verein nach Darmstadt eingeladen und durfte dort mit seinen Mannschaftskollegen den Aufstieg in die 3. Liga feiern.